# Tarentola albertschwartzi
Tarentola albertschwartzi är en ödleart som beskrevs av  Robert Sprackland och SWINNEY 1998. Tarentola albertschwartzi ingår i släktet Tarentola och familjen geckoödlor.
Artens utbredningsområde är Jamaica. Inga underarter finns listade i Catalogue of Life.